# Adam Air
Adam Air, (Tên công ty PT. Adam SkyConnection Airlines), là một hãng hàng không tư nhân có trụ sở tại Jakarta, Indonesia. Hãng này có các tuyến theo lịch trình nội địa đến hơn 20 thành phố và các tuyến quốc tế đi Penang và Singapore. Trung tâm hoạt động chính của hãng tại Sân bay quốc tế Soekarno-Hatta, Jakarta.
Dù đôi lúc hãng được gọi là hãng hàng không giá rẻ, hãng này lại lại là một hãng vận chuyển có chính sách thị trường trải dài giữa hãng hàng không giá rẻ và hãng hàng không truyền thống vì hãng cung cấp dịch vụ trên chuyến bay với đồ ăn thức uống nhưng với giá cạnh tranh, tương tự như kiểu mẫu được hãng hàng không có trụ sở tại Singapore là Valuair áp dụng. Trước khi có vụ rơi máy bay của chuyến bay 574, đây đã là hãng hàng không giá rẻ tăng trưởng nhanh nhất ở Indonesia.

## Đội tàu bay
Đến tháng 3 năm 2007, đội tàu bay của Adam Air bao gồm những máy bay sau:
| Máy bay        | Tổng cộng | Ghi chú |
| -------------- | --------- | --- |
| Boeing 737-200 | 6         | |
| Boeing 737-300 | 7         | |
| Boeing 737-400 | 7         | không bao gồm những máy bay liên quan đến các chuyến bay 574 và 172; một máy bay vẫn còn nằm ở mặt đất sau chuyến bay thứ hai. |
| Boeing 737-500 | 1         | |
|                | 21        | |

### Đổi mới đội tàu bay
Vào ngày 8 tháng giêng năm 2007, Adam Air thông báo rằng hãng định thay thế đội tàu bay Boeing 737-200/300/400 bằng các máy bay Airbus 320 và Boeing 737-800 bắt đầu từ năm 2008. Hãng cũng đã thông báo khả năng các tuyến điểm đến mới. Hãng sẽ thuê 10 chiếc Boeing 737 vào năm 2007, nâng tổng số máy bay lên 32 chiếc. Hãng cũng đã thuê 6 chiếc Airbus A320 và mua 24 chiếc khác để thay thế đội tàu bay hiện nay và dự kiến mua thêm 30 Boeing 737-800 hoặc 737-900, để đưa tổng số tàu bay của mình lên 60 chiếc. Kế hoạch này mất 5 năm. Adam Air đã cho rằng vụ rơi máy bay vào ngày 1 tháng giêng sẽ không gây ảnh hưởng đến kế hoạch mở rộng của mình.
Một chiếc Boeing 737-400 trước đây được thuê bởi hãng Serbian, Jat Airways, sẽ sớm gia nhập đội tàu bay của Adam Air đã được sơn màu và logo của Adam Air và nhận đăng ký của Indonesia (PK-KMF) ở Belgrade, Serbia.  Lưu trữ ngày 26 tháng 9 năm 2007 tại Wayback Machine